# Totara Park
La ville de Totara Park est une banlieue de la ville de Upper Hutt, située dans l’Île du Nord de la Nouvelle-Zélande.

## Situation
Elle est localisée à 2 km au nord-est du centre de la ville de Upper Hutt.
On y accède via le « pont dit de Totara Park», qui franchit le fleuve  Hutt, qui la relie à la route State Highway 2 (en) et à la principale zone urbain de la vallée de Upper Hutt.
La banlieue était réputée dans les années 1970 et 1980 pour les familles souhaitant se déplacer vers le secteur de Upper Hutt.
La plupart des rues de Totara Park sont dénommées d’après les villes et les cités des États-Unis avec la principale route courant à travers toute la banlieue, qui se nomme ‘California Drive’.

## Géographie
La localité de Totara Park est construite sur une plaine de galets issus d‘alluvions amenés par le fleuve Hutt.
La faille de Wellington (en) court à travers toute la banlieue, et une section de ‘California Drive’ traverse la faille , c’est pourquoi les voies de circulation sont construites des 2 cotés avec une large bande centrale réservée entre elles.
Ceci fut voulu pour que les maisons soient situées à au moins 20 mètres de la faille, en espérant limiter les dommages si la faille se trouve en rupture .

## Toponymie
Le nom Māori pour cette zone est ‘Te Hau-karetu ‘ pour le fleuve Hutt lui-même; ‘Heretaunga’, et ‘Awa Kaiangi’.
«Totara Park» était le nom du côté est de la vallée de Upper Hutt du fait de la présence de nombreux arbres Tōtara, qui poussaient là.

### Le pont de Maoribank
Sur le côté ouest, il y avait un pont suspendu décoré, ouvert en 1917, nommé:
«Maoribank Bridge», qui a l’origine, était capable de supporter des automobiles et des camions, mais qui fut ensuite utilisé uniquement pour les piétons et finalement, s’effondra au milieu des flots au début des années 1990.
Un nouveau pont suspendu de type moderne fut alors construit sur le côté nord en direction de la localité de Brown Owl.
Les bords du fleuve entourant le pont suspendu initial était réputés dans la région entière pour les pique-niques et pour son spot de baignade.

### La promenade de Cannon Point
"Cannon Point"  est une colline, qui s’élève à 345 m d’altitude .
C’est une pointe, située le long du côté ouest de la vallée et formant une partie du "parc régional d’Akatarawara".
Elle fut dénommée pour une vieille souche abattue ressemblant à un canon, qui autrefois, était là.
Des chemins de marche, des voies cyclables, des routes forestières de bûcheronnages relient «Cannon Point» à «Akatarawa», «Moonshine» et d’autres secteurs vers l’ouest .

### Le Parc California
Le " Parc California "  est caractérisé par la Wellington Fault Scarplet, un exemple rare d’(escarpement par rupture de faille (en)), qui est facilement accessible au public.

## Écoles
L’école de «Totara Park School » est la seule école située dans la localité de Totara Park, desservant les années 1 à 6, avec un taux de taux de décile de 7 et un effectif de 259 élèves en 2019.

## Transport
La société Metlink (en) assure le passage du bus 111, qui relie Totara Park avec le centre d’Upper Hutt et la gare de Upper Hutt (en).